# 禾山镇
禾山镇是中国福建省厦门市湖里区已经撤消的一个镇。禾山镇是厦门岛内最后一个镇，禾山镇人民政府驻江头。

## 历史沿革
1958年设禾山公社。1984年改禾山乡。1989年，改禾山镇。
2004年7月1日，禾山镇撤销，并设立江头街道、禾山街道和金山街道。